# Emmelia lanzai
Emmelia lanzai is een vlinder van de familie van de uilen (Noctuidae). De wetenschappelijke naam van deze soort is voor het eerst voorgesteld als Hoplotarache lanzai door Emilio Berio in een publicatie uit 1985.
De soort komt voor in Somalië.